# HD 146084
HD 146084，又名BD+06 3184，SAO 121443、HR 6057，是一颗恒星，视星等为6.31，位于銀經18.66，銀緯37.42，其B1900.0坐标为赤經16h 9m 18.5s，赤緯+6° 37.42′ 21″。